# Euseius nicholsi
Euseius nicholsi är en spindeldjursart som först beskrevs av Ehara och Lee 1971.  Euseius nicholsi ingår i släktet Euseius och familjen Phytoseiidae. Inga underarter finns listade i Catalogue of Life.